# Arthur Currie

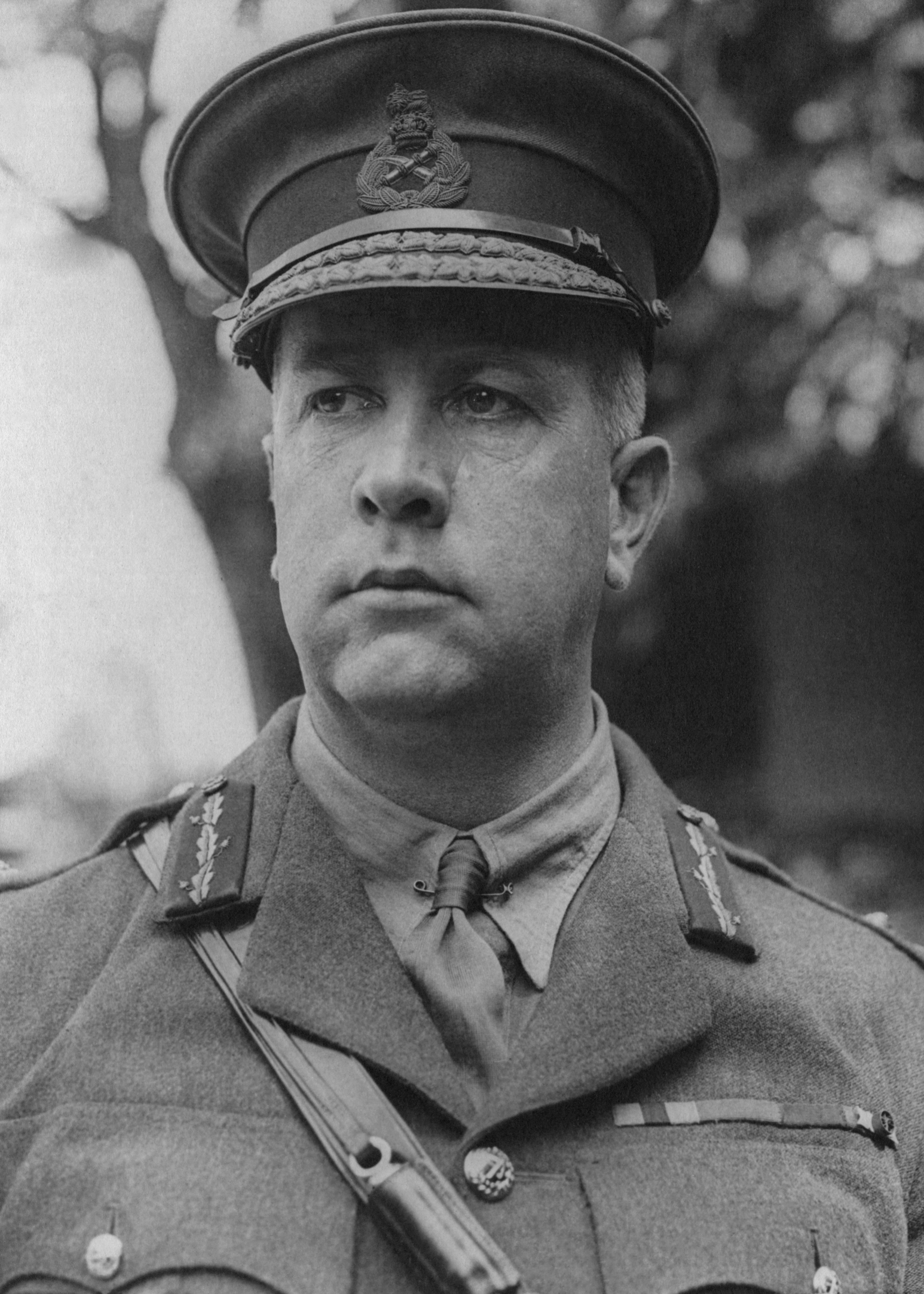
Arthur Currie (1917)

Sir Arthur William Currie GCMG, KCB (* 5. Dezember 1875 in Napperton, Ontario; † 30. November 1933 in Montreal, Québec) war ein kanadischer Offizier, zuletzt General. Er war der erste Kanadier, der diesen Rang erreichte. Currie ist am bekanntesten als Kommandierender General des Kanadischen Korps im Ersten Weltkrieg.

## Leben
Currie wurde als eines von sieben Kindern eines wohlhabenden Farmers irischer Abstammung und einer Mutter schottischer Abstammung geboren. Er wurde am Strathroy District Collegiate Institute ausgebildet und besuchte kurzzeitig die University of Toronto, bevor er 1894 nach British Columbia zog, um als Lehrer tätig zu werden.
Im Mai 1897 trat er als Kanonier in das 5th Regiment, Canadian Garrison Artillery ein. Da sein karges Gehalt nicht ausreichte, ein Offizierspatent zu erwerben, ging er ins Versicherungsgeschäft und wurde Manager der National Life Assurance Company, später Grundstücksmakler.
Im Jahr 1909 wurde er als Oberstleutnant der Miliz Kommandeur seines Regiments. Trotz Finanznöten als Folge einer Spekulationsblase absolvierte Currie in den 1910er Jahren den Militia Staff Course und stellte das neue Infanterieregiment der Miliz 50th Regiment Gordon Highlanders of Canada auf.
Zu Beginn des Ersten Weltkriegs wurde Currie von Verteidigungsminister Sam Hughes ausgewählt, die 2. Infanterie-Brigade der Canadian Expeditionary Force zu führen. Seine Einheit wurde im September 1914 nach Übersee verschifft und stand im Frühjahr 1915 an der Front in Frankreich. Hier nahm sie an der Zweiten Flandernschlacht teil. Currie wurde bei der Bildung des Kanadischen Korps im September 1915 aufgrund seiner herausragenden Leistungen zum Generalmajor und Kommandeur der 1. Division ernannt. Diese kam nach längeren Perioden des Stellungskriegs in den späteren Phasen der Schlacht an der Somme zum Einsatz.
Im April 1917 spielte Curries Division als Teil des Kanadischen Korps unter Julian Byng eine Hauptrolle bei der Erstürmung der Höhen von Vimy als Teil der Schlacht von Arras. Als Byng im Juni zum Oberbefehlshaber der britischen 3. Armee ernannt wurde, übernahm Currie von ihm die Führung des Kanadischen Korps im temporären Rang eines Generalleutnants. Seine erste eigenständige Operation in dieser Position war die „Schlacht um Hügel 70“ im Raum Lens im August 1917. Im Herbst 1917 kam sein Korps in der letzten Phase der Dritten Flandernschlacht beim Angriff auf das strategisch unbedeutende Dorf Passchendaele zum Einsatz.
Das Kanadische Korps hatte in diesen Schlachten den Ruf eines „Stoßkorps“ der britischen Armee erworben und wurde demzufolge nach dem Ausklingen der deutschen Offensiven des Jahres 1918 auch in der Schlacht bei Amiens im August 1918 in dieser Rolle eingesetzt. Erneut zahlte sich dabei Curries methodische Planung aus. Während der folgenden Hunderttageoffensive durchbrach das Korps Anfang September zwischen Drocourt und Quéant die deutsche Wotanstellung, überwand Ende des Monats den Canal du Nord, nahm an der Befreiung von Cambrai und Valenciennes teil und befreite kurz vor dem Waffenstillstand das belgische Mons.

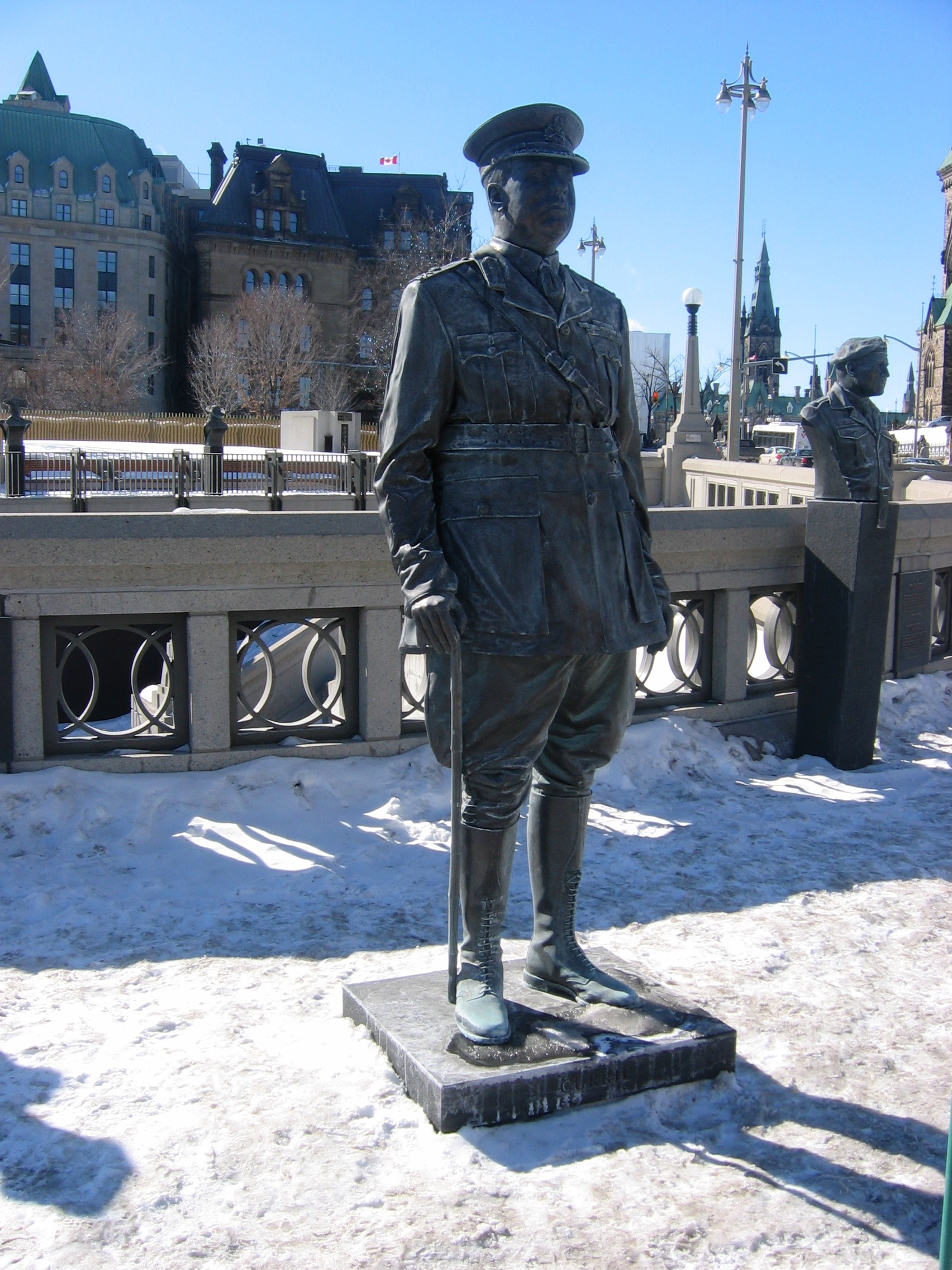
Statue Curries im Valiants Memorial in Ottawa

Nach seiner Rückkehr nach Kanada wurde Currie als erster kanadischer Offizier zum General befördert und Generalinspekteur der kanadischen Streitkräfte. Er erhielt zahlreiche britische Auszeichnungen und solche der verbündeten Staaten. Er war von 1920 bis zu seinem Tod Prinzipal und Vizekanzler der McGill University und wurde Ehrendoktor verschiedener kanadischer und amerikanischer Universitäten.
1928 strengte Currie einen Prozess gegen die in Port Hope herausgegebene Zeitung Evening Guide wegen übler Nachrede an. Die Zeitung hatte einen Artikel über die angebliche Sinnlosigkeit des Angriffs auf Mons 1918 und Curries Rolle dabei veröffentlicht. Ähnlichen Angriffen war Currie schon kurz nach dem Krieg durch Sam Hughes, dessen Sohn Garnet Hughes im Krieg von Currie angeblich zurückgesetzt worden war, im kanadischen Parlament ausgesetzt gewesen. Hughes war dabei durch seine parlamentarische Immunität geschützt. Currie gewann den Prozess, erstritt aber nur eine minimale Entschädigung.
Arthur Currie war seit 1898 ein Mitglied im Bund der Freimaurer (Vancouver and Quadra Lodge No. 2 District), 1904 wurde er in das Amt des Logenmeisters gewählt.
Currie starb 1933 im Alter von nur 57 Jahren und wurde auf dem Friedhof Mont-Royal begraben.
Für sein Wirken ehrte die kanadische Regierung, vertreten durch den für das Historic Sites and Monuments Board of Canada zuständigen Minister, am 28. Mai 1934 Arthur Currie und erklärte ihn zu einer „Person von nationaler historischer Bedeutung“.

## Schriften
- Mark Osborne Humphries (Hrsg.): The Selected Papers of Sir Arthur Currie: Diaries, Letters, and Report to the Ministry, 1917–1933. Wilfrid Laurier University Press, 2008, ISBN 0-9783441-2-X.